# Kollisionsdomäne
Mit dem Begriff Kollisionsdomäne wird in einem Computernetz ein Teilbereich aus Teilnehmerstationen in derselben OSI-Modell-Schicht 1 bezeichnet. Eine Kollisionsdomäne umfasst alle Netzwerkgeräte, die um den Zugriff auf ein gemeinsames Übertragungsmedium konkurrieren. Das Übertragungsmedium ist daher eine zwischen allen Netzstationen geteilte Ressource. Grundlegende Vorstellung dabei ist, dass alle Netzwerkteilnehmer die Chance zur gleichberechtigten Nutzung des Netzwerkes besitzen.
Bei einem gemeinsamen Medium kann zu einer bestimmten Zeit nur jeweils eine Station Informationen übertragen, die an alle anderen Stationen übertragen bzw. von diesen empfangen wird. Fangen in einem derartigen gemeinsamen Schicht-1-Segment zwei Stationen gleichzeitig an zu senden, kommt es zu Kollisionen. Sie entstehen, da beide Stationen auf dem gemeinsamen physikalischen Medium (Kabel oder auch Funkfrequenz) arbeiten. Die Signale (Spannungsimpulse) werden im Medium vermischt/überlagert und die Information wird dadurch zerstört.
Eine Kollisionsdomäne ist ein Netzsegment in einem CSMA/CD-Netz. Alle Stationen, die auf einer gemeinsamen Schicht 1 (Physical Layer, Bitübertragungsschicht) entweder direkt oder mit Repeatern oder Repeater Hubs miteinander verbunden sind, befinden sich in einer gemeinsamen Kollisionsdomäne.
Bridges trennen Kollisionsdomänen, da sie auf der Schicht 2 arbeiten und Pakete (Frames) zwischenspeichern. In einem geswitchten Netz im Halbduplex-Betrieb besteht eine Kollisionsdomäne nur aus jeweils zwei Ports, dem Client- und dem Switchport, bei Vollduplex-Verbindungen gibt es keine Kollisionsdomäne mehr.

## Entstehung von Kollisionen
In einem mit Koaxialkabeln aufgebauten Netz (zum Beispiel 10BASE2 und 10BASE5) sind oft tatsächlich alle Stationen an einem einzigen Kabel angeschlossen. Kommt ein Repeater hinzu, bleibt es dennoch bei der gemeinsamen Kollisionsdomäne, da Repeater Signale lediglich elektrisch aufbereiten und nicht auf Kollisionen reagieren. Ein 10BASE-T-Ethernet sieht zwar sternförmig aus, es besteht aber bei Verwendung von Hubs – logisch betrachtet – dennoch aus einem einzigen Medium, an den alle Stationen gemeinsam angeschlossen sind. Alle Stationen befinden sich in einer Kollisionsdomäne. Falls gleichzeitig mindestens zwei Stationen zu senden beginnen, entsteht eine Kollision. Bei Ethernet versucht man mit dem Carrier Sense Multiple Access/Collision Detection-Verfahren (CSMA/CD) Kollisionen zu vermeiden und deren Auswirkungen zu minimieren.
```
PC1 
<
----------
>
 PC2 
<
----------
>
 PC3 
<
----------
>
 PC4
```

Ein solches Netz kann zum Beispiel mit einer Bridge in verschiedene Segmente und somit in Kollisionsdomänen unterteilt werden.
```
----------
>
 PC1 
<
----------
>
 PC2
                              |
                              [Bridge]
                                     |
                                     PC3 
<
----------
>
 PC4
```

PC1 und PC2 sowie PC3 und PC4 und die jeweilige Seite der Bridge befinden sich jeweils in einer eigenen Kollisionsdomäne. Das heißt, dass PC1 mit PC2 und PC3 mit PC4 gleichzeitig kommunizieren können. Nur innerhalb eines Segmentes kann es noch zu Kollisionen kommen: Wenn PC1 etwas an PC3 schickt, wird das Paket in der Bridge zunächst zwischengespeichert und die Zieladresse gelesen. Dann sendet die Bridge das Paket auf das untere Segment. Wenn in diesem Moment PC3 oder PC4 etwas senden, entsteht im unteren Segment eine Kollision. Diese Kollision auszugleichen und das Paket neu zu übertragen, ist nun Sache der Bridge, nicht mehr von PC1.
Der nächste Schritt in der Entwicklung besteht daher darin, jeden PC an einen eigenen Port der Bridge zu hängen (Mikrosegmentierung). Man spricht bei einer Bridge mit mehr als zwei Anschlüssen in der Regel von einem Switch. Wenn alle beteiligten Geräte vollduplexfähig sind, treten keine Kollisionen mehr auf:
```
          PC1
           |
PC4----[Switch]----PC2
           |
          PC3
```

## Behandlung von Sende-Konflikten
Es gibt zwei Möglichkeiten diese Problematik zu behandeln:
- Carrier Sense Multiple Access/Collision Avoidance (Kollisionsvermeidung)
- Carrier Sense Multiple Access/Collision Detection (Kollisionserkennung)

Das CSMA/CD-Verfahren verliert an Bedeutung. Heutige Netzwerkarchitekturen basieren auf einer Mikrosegmentierung, die an einem Switchport nur noch eine Station anbindet und folglich keine Konkurrenzsituation mehr erzeugt. Im aktuellen 10-Gigabit-Ethernet-Standard ist die Methode nicht mehr enthalten. Demgegenüber ist das Konzept des CSMA/CA-Verfahrens weiterhin unverzichtbarer Bestandteil von WLANs da grundsätzlich alle Stationen dasselbe, gemeinsame Medium verwenden.